# Lijst van burgemeesters van Heer
Dit is een lijst van burgemeesters van de voormalige Nederlandse gemeente Heer tot die gemeente in 1970 opging in de gemeente Maastricht.
| Ambtsperiode | Naam burgemeester                                                         | Partij of stroming    | Bijzonderheden                                                                                          |
| ------------ | ------------------------------------------------------------------------- | --------------------- | --- |
| 1800 - 1803  | Marc Antoine Lespinasse                                                   |                       | eerste burgemeester (maire) van Heer                                                                    |
| 1825 - 1826  | jhr. Franciscus Xaverius Matthias Aloysius Lambertus Otto Kerens de Wylré |                       | voor 1794 schepen van Heer, daarna burgemeester van de in 1828 opgeheven gemeente Heer en Keer          |
| 1827 - 1829  | Eustache Servaas Veugen                                                   |                       | |
| 1830         | Chrétien Paulissen                                                        |                       | |
| 1831 - 1833  | M. Coninx                                                                 |                       | |
| 1833 - 1851  | Michiel Conincx                                                           |                       | |
| 1852 - 1885  | J.H. Coninx                                                               |                       | |
| 1889 - 1899  | H.H. Piters                                                               |                       | |
| 1900 - 1902  | Chr. Crutzen                                                              |                       | |
| 1903 - 1908  | Joan. Mart. Wolfs                                                         |                       | |
| 1908 - 1910  | M.F. Hendriks                                                             |                       | |
| 1910 - 1917  | Louis Eugène Marie van Oppen (1880-1956)                                  |                       | |
| 1917 - 1941  | mr. A.M.P. Thomassen                                                      | partijloos, later NSB | tevens burgemeester van Cadier en Keer (1919-1942), later burgemeester van Kerkrade en 's-Hertogenbosch |
| 1941 - 1942  | J.M.W. Rösener Manz                                                       | NSB                   | tevens burgemeester van Cadier en Keer, later burgemeester van Weert                                    |
| 1942         | mr. Louis (L.P.J.) Peeters                                                | NSB                   | waarnemend, tevens burgemeester van Maastricht (1941-1943)                                              |
| 1942 - 1944  | J.V.P. Kamm                                                               | NSB                   | waarnemend, tevens waarnemend burgemeester van Amby (1943-1944)                                         |
| 1944 - 1945  | Constant (C.N.M.) Kortmann                                                | (KVP)                 | waarnemend                                                                                              |
| 1945 - 1965  | Antonius (A.L.H.M.) Kessen                                                | KVP                   | |
| 1966 - 1970  | Louis (L.J.M.) Corten                                                     | KVP                   | |